# Miss World 2001
| Data:                | 16 listopada 2001                         |
| Kraj:                | Południowa Afryka                         |
| Miasto:              | Sun City                                  |
| Gala finałowa:       | Super Bowl, Sun City Entertainment Centre |
| Liczba uczestniczek: | 93                                        |
| Zwyciężczyni:        | Agbani Darego, Nigeria                    |
| Poprzedniczka:       | Priyanka Chopra, Indie                    |
| Następczyni:         | Azra Akin, Turcja                         |
| -------------------- | ----------------------------------------- |

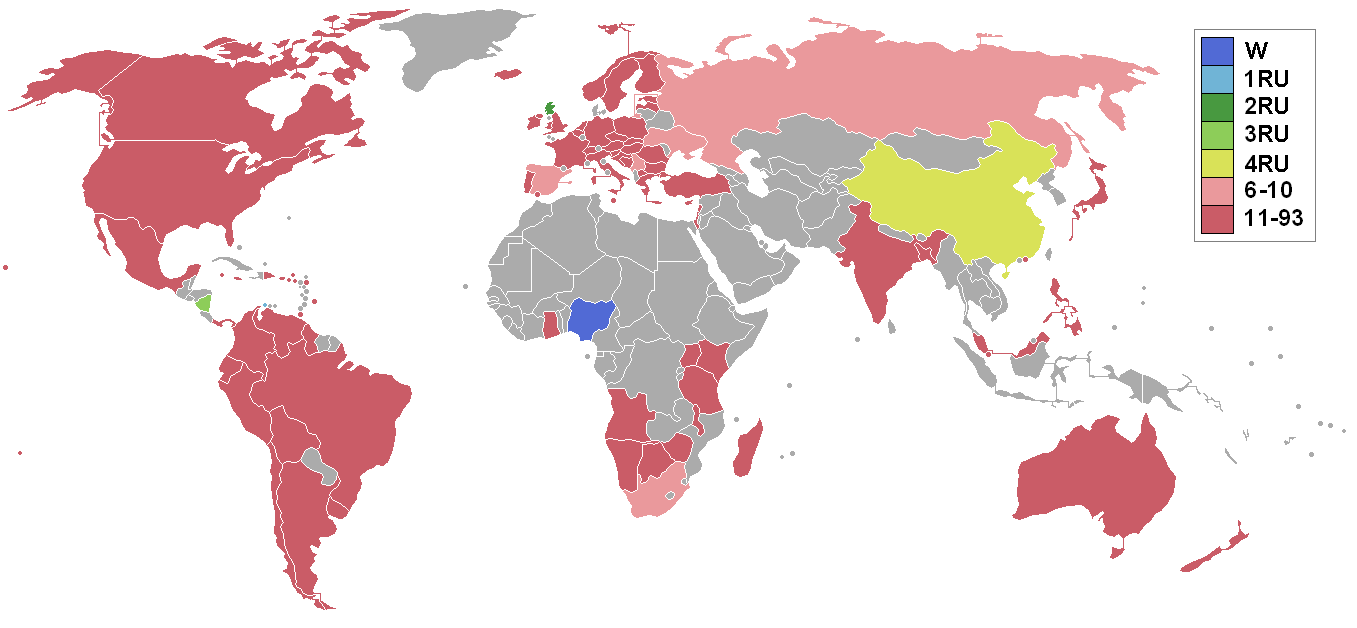
Kraje i terytoria, które wysłały delegacje oraz zajęte miejsce

Miss World 2001 – były to 51. wybory najpiękniejszej mieszkanki świata. Odbyły się one 16 listopada 2001 r. w Sun City, w Południowej Afryce. O tytuł i koronę Miss World walczyły 93 uczestniczki ze wszystkich zakątków świata. Miss World 2000 – Priyanka Chopra przekazała koronę Nigeryjce – 18-letniej Agbani Darego. Konkurs prowadzili Jerry Springer i Claire Elizabeth Smith. Polskę reprezentowała Miss Polonia 2001 – Joanna Drozdowska.

## Wyniki

### Miejsca
| Wyniki finału   | Uczestniczka/Uczestniczki |
| --------------- | --- |
| Miss World 2001 | - Nigeria – Agbani Darego |
| 1. wicemiss     | - Aruba – Zizi Lee |
| 2. wicemiss     | - Szkocja – Juliet-Jane Horne |
| Finalistki      | - Nikaragua – Ligia Argüello - Chiny – Li Bing |
| Półfinalistki   | - Rosja – Irina Kovalenko - Hiszpania – Macarena García - Jugosławia – Tijana Stajšić - Południowa Afryka – Jo-Ann Strauss - Ukraina – Oleksandra Nikolayenko |

### Kontynentalne Królowe Piękności
| Kontynent      | Uczestniczka                  |
| -------------- | ----------------------------- |
| Afryka         | - Nigeria – Agbani Darego     |
| Ameryki        | - Nikaragua – Ligia Argüello  |
| Azja i Oceania | - Chiny – Li Bing             |
| Europa         | - Szkocja – Juliet-Jane Horne |
| Karaiby        | - Aruba – Zizi Lee            |

### Kolejność wyczytywania półfinalistek
| - 1. Nigeria - 2. Ukraina - 3. Nikaragua - 4. Hiszpania - 5. Jugosławia - 6. Szkocja - 7. Chiny - 8. Aruba - 9. Federacja Rosyjska - 10. Republika Południowej Afryki |

### Kolejność wyczytywania finalistek
- 1. Chiny
- 2. Nikaragua
- 3. Szkocja
- 4. Nigeria
- 5. Aruba

### Nagrody specjalne
| Nagroda                       | Uczestniczka                         |
| ----------------------------- | ------------------------------------ |
| Najlepszy projektant sukienki | - Korea Południowa – Seo Hyun-jin    |
| Miss Fotogeniczności          | - Tajlandia – Lada Engchawadechasilp |
| Miss Talentu                  | - Barbados – Stephanie Chase         |
| Stypendium Miss World         | - Kostaryka – Piarella Peralta       |

## Uczestniczki
- Wyspy Dziewicze Stanów Zjednoczonych – Cherrisse Wood
- Anglia – Sally Kettle
- Angola – Adalgisa Alexandra da Rocha Gonçalves
- Antigua i Barbuda – Janelle Williams
- Argentyna – Virginia di Salvo
- Aruba – Zerelda Candice (Zizi) Lee Wai-Yen
- Australia – Eva Milic
- Austria – Daniela Rockenschaub
- Bangladesz – Tabassum Ferdous Shaon
- Barbados – Stephanie Chase
- Belgia – Dina Tersago
- Boliwia – Claudia Ettmüller
- Bośnia i Hercegowina – Ana Mirjana Račanović
- Botswana – Masego Sebedi
- Brazylia – Joyce Yara Aguiar
- Brytyjskie Wyspy Dziewicze – Melinda McGlore
- Bułgaria – Stanislava Karabelova
- Chile – Christianne Balmelli Fournier
- Chiny – Li Bing
- Chorwacja – Rajna Raguz
- Cypr – Christiana Aristotelou
- Czechy – Andrea Fiserova
- Dominikana – Jeimy Castillo Molina
- Ekwador – Carla Lorena Revelo Perez
- Estonia – Liina Helstein
- Filipiny – Gilrhea Castañeda Quinzon
- Finlandia – Jenni Hietanen
- Francja – Emmanuelle Chossat
- Ghana – Selasi Kwawu
- Gibraltar – Luann Richardson
- Grecja – Valentini Daskaloudi
- Gujana – Olive Gopaul
- Hawaje – Radasha Leialoha Hoʻohuli
- Hiszpania – Macarena García Naranjo
- Holandia – Irena Pantelic
- Hongkong – Gigi Chung Pui Chi
- Indie – Sara Corner
- Irlandia – Catrina Supple
- Irlandia Północna – Angela McCarthy
- Islandia – Kolbrun Palina Helgadóttir
- Izrael – Keren Schlimovitz
- Jamajka – Regina Beaver
- Japonia – Yuka Hamano
- Jugosławia – Tijana Stajšić
- Kajmany – Shannon McLean
- Kanada – Tara Hall
- Kenia – Daniella Kimaru

- Kolumbia – Jeisyl Amparo Velez Giraldo
- Korea Południowa – Seo Hyun-jin
- Kostaryka – Piarella Peralta Rodriguez
- Liban – Christina Sawaya
- Łotwa – Dina Kalandarova
- Macedonia Północna – Sandra Spašovska
- Madagaskar – Tassiana (Cardia) Boba
- Malawi – Elizabeth Pullu
- Malezja – Sasha Tan Hwee Teng
- Malta – Christine Camilleri
- Meksyk – Tatiana Rodríguez
- Namibia – Michelle Heitha
- Niemcy – Adina Wilhelmi
- Nigeria – Agbani Darego
- Nikaragua – Ligia Cristina Argüello Roa
- Norwegia – Malin Johansen
- Nowa Zelandia – Amie Hewitt
- Panama – Lourdes González Montenegro
- Peru – Viviana Rivas Plata
- Polska – Joanna Drozdowska
- Portoryko – Barbara Serrano Negron
- Portugalia – Claudia Jesus Lopez Borges
- Południowa Afryka – Jo-Ann Strauss
- Rosja – Irina Kovalenko
- Rumunia – Vanda Petre
- Singapur – Angelina Johnson
- Saint-Martin – Genesis Romney
- Słowacja – Jana Ivanova
- Słowenia – Rebeka Dremelj
- Stany Zjednoczone – Carrie Stroup
- Szkocja – Juliet-Jane Horne
- Szwajcaria – Mascha Santschi
- Szwecja – Camilla Bäck
- Tahiti – Teriitamihau Rava Nui
- Tajlandia – Lada Engchawadechasilp
- Tanzania – Happiness Mageese
- Trynidad i Tobago – Sacha St. Hill
- Turcja – Tuğçe Kazaz
- Uganda – Victoria Kabuye
- Ukraina – Oleksandra Nikolayenko
- Urugwaj – María Daniela Abasolo Cugnetti
- Walia – Charlotte Faichney
- Wenezuela – Andreina del Carmen Prieto Rincon
- Węgry – Zsoka Kapocs
- Włochy – Paola d’Antonino
- Zimbabwe – Nokhuthula Mpuli

## Notatki dot. krajów uczestniczących

### Debiuty
- Malawi

### Powracające państwa i terytoria
Ostatnio uczestniczące w 1959:
- Hawaje

Ostatnio uczestniczące w 1991:
- Antigua i Barbuda

Ostatnio uczestniczące w 1994:
- Chiny

Ostatnio uczestniczące w 1998:
- Nikaragua

Ostatnio uczestniczące w 1999:
- Gujana
- Łotwa
- Sint Maarten
- Tajlandia

### Państwa i terytoria rezygnujące
Nieznane powody braku uczestnictwa w konkursie:
- Curaçao
- Dania
- Gwatemala
- Kazachstan
- Nepal
- Paragwaj
- Sri Lanka

Pozostałe państwa:
- Bahamy – uczestniczka zachorowała
- Litwa – państwo zrezygnowało z udziału w konkursie z powodu problemów z harmonogramem
- Mołdawia – państwo zrezygnowało z udziału w konkursie z powodu problemów z wymaganiami dotyczącymi wieku uczestniczek
- Suazi – państwo zrezygnowało z udziału w konkursie z powodów finansowych i braku sponsoringu